# هودورف
هودورف (به آلمانی: Hodorf) یک شهر در آلمان است که در اشتاینبورگ واقع شده‌است. هودورف ۲۲۷ نفر جمعیت دارد.